# Operação ternária
Na matemática, uma operação ternária ou 3-ária é uma operação com três operandos. Uma operação ternária é uma função com três variáveis de entrada.
Por exemplo, o produto misto entre vetores é uma operação com operandos (u, v, w) tal que
{\displaystyle \mathbf {u} \cdot (\mathbf {v} \times \mathbf {w} )=\mathbf {v} \cdot (\mathbf {w} \times \mathbf {u} )=\mathbf {w} \cdot (\mathbf {u} \times \mathbf {v} )}
é o produto vetorial entre dois vetores, que resultam em um vetor, e depois o produto escalar entre o vetor resultante e o outro vetor já existente na expressão.

## Programação
A linguagem de programação C (e linguagens derivadas) possui o operador ternário ?:, que representa uma expressão condicional. Sua sintaxe é:
```
<condição> 
?
 <operação 1> 
:
 <operação 2>;
```

Essa expressão avalia para <operação 1> se a <condição> for verdadeira. Caso contrário, avalia para a <operação 2>.
O uso de um operador ternário para representar uma expressão condicional foi antecipado pelo ALGOL, que permitia construções se-então-senão em expressões, como em:
```
a := 
if
 x >= 0 
then
 x 
else
 -x.
```

Construções semelhantes são encontradas em linguagens que suportam programação funcional, como Scheme e ML. Já o exemplo seguinte é em C:
```
   

int
 
a
 
=
 
0
,
 
i
;

scanf
(
 
"%d"
 
,
 
&
i
 
);

(
 
i
 
%
 
2
 
==
0
 
)
 
?
 
(
a
++
)
 
:
 
(
a
--
);

printf
(
"
\n
 i=%d e é %s
\n
"
,
 
i
,
 
(
a
<
0
)
 
?
 
(
"impar"
)
 
:
 
(
"par"
)
 
);

```